# Patrick Balfour
John Patrick Douglas Balfour, 3e baron Kinross, né en 1904 et mort le 4 juin 1976, est un historien écossais et écrivain connu pour sa biographie de Mustafa Kemal Atatürk et d'autres travaux sur l'histoire du monde islamique,.

## Biographie
Il fait ses études au Winchester College et au Balliol College d'Oxford. Ensuite il devient journaliste et écrivain.

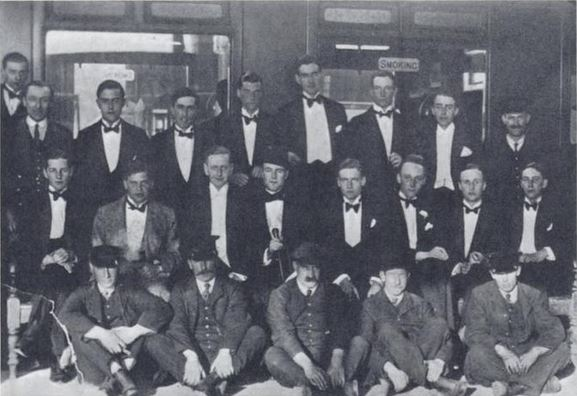
Le Railway Club d'Oxford, conçu par John Sutro, dirigé par Harold Acton. De gauche à droite, au fond: Henry Yorke, Roy Harrod, Henry Weymouth, David Plunket Greene, Harry Stavordale, Brian Howard. Rang du milieu : Michael Rosse, John Sutro, Hugh Lygon, Harold Acton, Bryan Guinness, Patrick Balfour, Mark Ogilvie-Grant, Johnny Drury-Lowe; devant: les porteurs.

À Oxford, Balfour est membre du Railway Club qui comprenait : Henry Yorke, Roy Harrod, Henry Thynne (6e marquis de Bath), David Plunket Greene, Edward Henry Charles James Fox-Strangways (7e comte d'Ilchester), Brian Howard, Michael Parsons (6e comte de Rosse) John Sutro, Hugh Lygon, Harold Acton, Bryan Guinness (2e baron Moyne), Patrick Balfour, Mark Ogilvie-Grant, John Drury-Lowe.
Pendant la Seconde Guerre mondiale, il sert dans la Royal Air Force et de 1944 à 1947, il est premier secrétaire de l'ambassade britannique au Caire.
En 1938, il épouse Angela Mary Culme-Seymour (1912-2012), fille de George Culme-Seymour et de Janet (née Orr-Ewing) ancienne épouse de l'artiste John Spencer-Churchill. Séparée par la guerre quand Balfour est en poste au Caire, elle commence une liaison de cinq ans avec le major Robert Hewer-Hewitt dont elle a deux fils, Mark et Johnny. Patrick et Angela divorcent en 1942.
En dépit de ce bref mariage, Lord Kinross entretenait des liaisons avec des hommes ; il n'eut pas d'enfant et son titre est transmis à son frère David Andrew Balfour, 4e baron Kinross.
Il est enterré au Dean Cemetery d'Édimbourg à côté de ses ancêtres.

## Publications
- The Ruthless Innocent (1949) basé en partie sur Angela Culme-Seymour
- The Orphaned Realm: Journeys in Cyprus (1951)
- Within the Taurus: A Journey in Asiatic Turkey (1954)
- Portrait of Greece with photographs in colour by Dimitri, Max Parrish: London (1956)
- Europa Minor: Journeys in Coastal Turkey (1956)
- The innocents at home (1959)
- Atatürk: The Rebirth of a Nation (London. 1964)
- Atatürk: A Biography of Mustafa Kemal, Father of Modern Turkey (New York. 1965)
- Portrait of Egypt (1966)
- Windsor Years: The Life of Edward, as Prince of Wales, King, and Duke of Windsor (1967)
- Between Two Seas: The Creation of the Suez Canal (1968)
- Ottoman Centuries: The Rise and Fall of the Turkish Empire (1977)  (ISBN 0-688-08093-6)
- Hagia Sophia :A History of Constantinople  (ISBN 9780882250151) (1979) Newsweek Book Division